# Insula Petru I
Insula Petru I (în norvegiană Peter I Øy) este o insulă vulcanică nelocuită din Marea Bellingshausen, aflată la norvegiană Peter I Øy Antarcticii. Este revendicată ca dependență a Norvegiei, și, împreună cu Țara Regina Maud și cu Insula Bouvet, formează una dintre cele trei teritorii dependente ale Norvegiei în Antarctica și Subantarctica. Insula Petru I are 11 pe 19 km, cu o arie totală de 154 km². Cel mai înalt punct este vârful ultraproeminent, cu altitudine de 1640 m Lars Christensen. Aproape întreaga insulă este acoperită cu un ghețar și este înconjurată de banchiză de gheață aproape de-a lungul întregului an, ceea ce o face să fie inaccesibilă aproape permanent. Există foarte puține forme de viață pe insulă, în afară de păsări marine și foci.
Insula a fost descoperită de Fabian Gottlieb von Bellingshausen la 21 ianurie 1821 și a fost botezată după țarul Petru I al Rusiei. Abia la 2 februarie 1929 au ajuns pe insulă primii oameni, în cadrul celei de a doua expediții Norvegia⁠(no)[traduceți], finanțată de Lars Christensen⁠(en)[traduceți] și condusă de Nils Larsen⁠(no)[traduceți] și Ola Olstad⁠(no)[traduceți]. Aceștia au revendicat insula în numele Norvegiei, care a anexat-o în 1931 și a transformat-o în dependență în 1933. Următoarea debarcare a avut loc în 1948, după care insula a făcut subiectul unor cercetări științifice și al practicării turismului pe scară restrânsă. În 1961, insula a fost inclusă în zonele în care se aplică Tratatul Antarcticii. Din 1987, există pe insulă o stație meteorologică automată. Trei expediții de radioamatori au vizitat insula, și sporadic debarcă acolo turiști.

## Istorie
Prima observare a Insulei Petru I a avut loc la 21 ianuarie 1821, în cadrul expediției lui Fabian Gottlieb von Bellingshausen, care comanda vasele Vostok și Mirnîi, sub pavilion rus. El a botezat insula după țarul Petru I cel Mare al Rusiei. Banchiza a făcut imposibilă apropierea lui Bellingshausen la mai mult de 25 km. A fost prima insulă observată la sud de Cercul Polar de Sud, și astfel la vremea descoperirii a fost cel mai sudic uscat cunoscut. În ianuarie 1910, expediția franceză condusă de Jean-Martin Charcot pe vasul Pourquoi-Pas a confirmat descoperirea lui Bellingshausen, dar nu a debarcat nici ea, banchiza solidă oprind-o la 5 km de țărmurile ei.

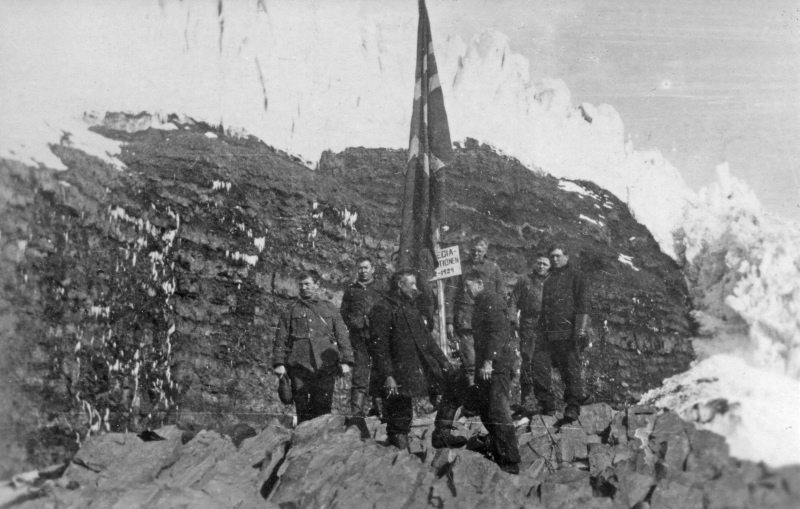
Prima debarcare pe insulă (1929).

În 1926 și 1927, norvegianul Eyvind Tofte a circumnavigat și studiat insula de pe vasul Odd I. Cu toate acestea, nici el nu a putut să debarce. Proprietarul norvegian de baleniere Lars Christensen a finanțat mai multe expediții în Antarctica, în parte pentru cercetare și în parte pentru a revendica teritorii în numele Norvegiei. Această din urme motivație provenea din taxele impuse de britanici asupra posturilor de baleniere din Antarctica, iar Christensen spera să poată înființa posturi pe teritoriu norvegian, pentru a căpăta privilegii mai favorabile, sau măcar ca taxele să meargă înapoi la guvernul țării sale. Prima expediție care a debarcat pe insulă a fost a doua expediție Norvegia, finanțată de Christensen și condusă de Nils Larsen și Ola Olstad. Aceștia au debarcat la 2 februarie 1929 și au revendicat insula în numele Norvegiei. Larsen a încercat să debarce din nou în 1931, dar a fost împiedicat de banchiză. La 6 martie 1931, o proclamație regală declara insula teritoriu suveran al Norvegiei și la 23 martie 1933 insula a fost declarată dependență norvegiană.
Următoarea debarcare a fost efectuată la 10 februarie 1948 de către vasul Brategg al lui Larsen. Timp de trei zile s-au efectuat studii biologice, geologice și hidrografice, înainte ca banchiza să oblige expediția să plece. Membrii ei au construit o colibă și au pus acolo o copie a documentației de ocupație a insulei începând cu 1929. La 23 iunie 1961, Insula Petru I a devenit subiect al Tratatului Antarctic, după semnarea acestuia de către Norvegia în 1959. De atunci, au existat mai multe debarcări pe insulă din partea diferitelor țări în scop de cercetare științifică, precum și din partea câtorva vase care au reușit să aducă turiști.
În 1987, Institutul Polar Norvegian a trimis cinci oameni de știință să stea unsprezece zile pe insulă. Scopul principal al lor erau fotografia aeriană și măsurătorile topografice pentru a permite cartografierea precisă a insulei. Un al doilea obiectiv important al lor era cercetarea biologică marină, deși s-au efectuat și alte studii geologice, biologice și de altă natură. Echipa a construit și o stație meteorologică automată. Trei expediții de radioamatori au sosit pe insulă în 1987, 1994 și 2006. În 2005, se estima că pe Insula Petru I călcaseră mai puțin de 600 de oameni. În 2004, un anume Travis McHenry a constituit o ipotetică micronațiune, denumită Marele Ducat al Vestarcticii, care revendică Insula Petru I și Insulele Balleny, deși proiectul lui a fost și este ignorat complet de toate guvernele.

## Geografie

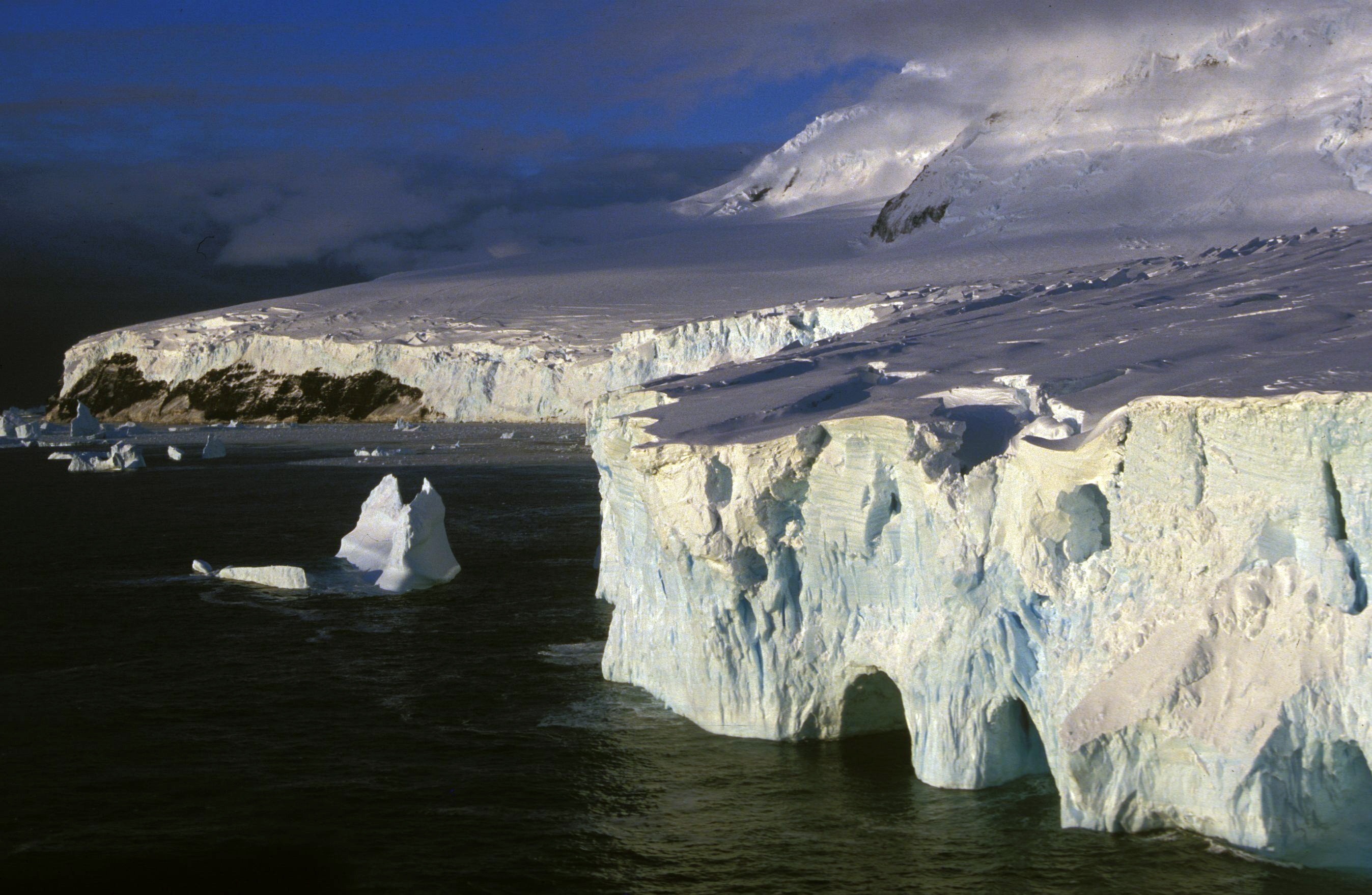
Coasta Insulei Petru I, vizitată de o expediție a RV Polarstern în 1994.

Insula Petru I este o insulă vulcanică aflată la 450 km în largul coastelor Țării Ellsworth de pe Antarctica continentală. Are o suprafață totală de 450 km. Insula este aproape în întregime acoperită de ghețar, gheața acoperind 95% din suprafață.
Insula este înconjurată de un front de gheață cu pereți verticali. Lungile porțiuni de gheață sunt completate de ieșinduri de rocă. Debarcarea este posibilă doar în trei puncte și numai în scurta perioadă a anului în care insula nu este înconjurată de banchiză. Aceste debarcări au loc în vestul peninsulei Kapp Ingrid Christensen, care desparte golfurile Norvegiabukta și Sandefjordbukta. Pe cap sunt câteva fâșii înguste de plajă, propice debarcării. Plaja din Norvegiabukta are doar 40 m, iar intrarea se face prin arcada naturală Tsarporten. Pe partea de vest se fală un platou, în timp ce pe coastele de nord și sud există bariere de gheață. Partea estică este cea mai abruptă și are două coloane de gheață cu vârfurile plate, ce se ridică din mare.
Insula este un vulcan-scut, deși nu se știe dacă mai este activ, și a fost categorisit ca fie Holocen fie istoric, pe baza eșantioanelor de datare de acum 100.000 până la 350.000 de ani. Vârful Lars Christensen, este un crater circular cu diametrul de 100 m. Vârful ultraprominent de 1640 m își trage numele de la Lars Christensen, cel care a finanțat expediția care a efectuat prima debarcare pe insulă. Nu se știe dacă vulcanul este stins sau nu, deoarece partea superioară pare a nu fi fost modificată de glaciuațiune — ceea ce indică o posibilă erupție veche de câteva secole.

## Mediul

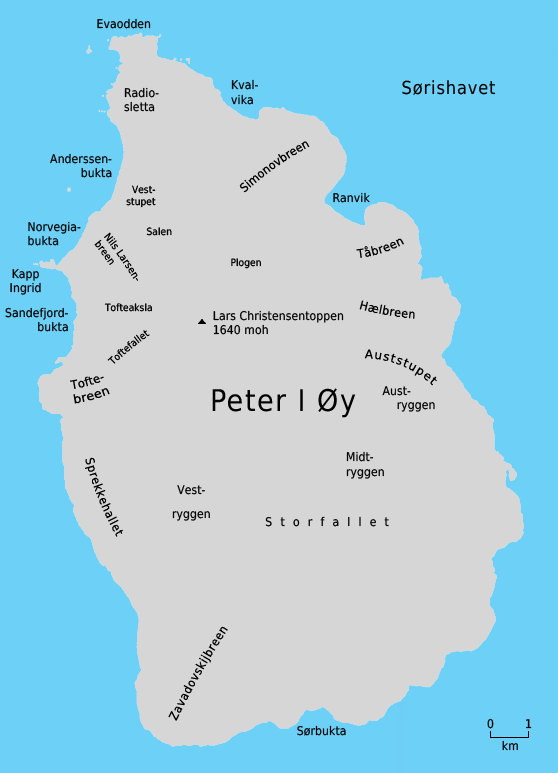
Harta insulei.

Vegetația de pe insulă constă exclusiv din mușchi și licheni, adaptați climei antarctice extreme. Insula are un climat foarte dur, cu vânturi puternice și temperaturi reci. Căderile constante de zăpadă fac ca vegetația să fie minimă. Insula este teren de împerechere pentru câteva păsări marine, în special fulmari sudici, dar și petreli ai lui Wilson și chire. Pinguinii, inclusiv pinguini antarctici și pinguini Adélie, vizitează și ei uneori insula. Există numeroase foci, în special foci mâncătoare de crabi, leoparzi de mare și, în numere mai mici, elefanți de mare sudici.

## Politică
Insula Petru I este una dintre cele două teritorii din Antarctica revendicate de Norvegia, celălalt fiind Țara Reginei Maud. Insula Petru I este singurul teritoriu revendicat între meridianele de 90° și 150° longitudine vestică și este singurul care nu este un sector. Fiind situată la sud de paralela de 60° latitudine sudică, teritoriul insulei constituie subiect al Tratatului Antarcticii. Tratatul asigură liberul acces la insulă pentru cercetări științifice și declară că nu poate fi folosit decât în scopuri pașnice. Norvegia, Australia, Franța, Noua Zeelandă și Regatul Unit și-au recunoscut reciproc teritoriile revendicate în Antarctica.
Administrația norvegiană a insulei este efectuată prin intermediul Departamentului de Afaceri Polare din cadrul Ministerului Justiției și Siguranței Publice, cu sediul la Oslo. Anexarea insulei este reglementată prin intermediul Legii de Dependență din 24 martie 1933. Acesta stabilește aplicabilitatea pe insulă a legii penale, legislației civile și de procedură, pe lângă alte legi care specifică explicit că sunt valabile și pe insulă. Mai mult, ea stabilește că tot terenul aferent insulei aparține statului și interzice stocarea sau detonarea de produse nucleare.
De la 5 mai 1995, legea norvegiană a impus ca toată activitatea norvegiană din Antarctica, inclusiv din Insula Petru I, să urmeze legea ecologică internațională pentru Antarctica. Toți cetățenii norvegieni care plănuiesc activități pe Insula Petru I trebuie astfel să raporteze Institutului Polar Norvegian, care poate interzice orice activitate neconformă. Toate persoanele care vizitează insula trebuie să respecte legile privitoare la protecția naturii, tratarea deșeurilor, poluare, și să dețină asigurări pentru operațiuni de căutare și salvare.